# Konstantin Ostrowitianow
Konstantin Wasiljewicz Ostrowitianow (ros. Константи́н Васи́льевич Острови́тянов, ur. 30 maja 1892 we wsi Byczki w guberni tambowskiej, zm. 9 lutego 1969 w Moskwie) – rosyjski i radziecki działacz komunistyczny, ekonomista marksistowski, członek Akademii Nauk ZSRR.

## Życiorys
W 1914 wstąpił do SDPRR(b), w 1916 był członkiem podziemnego Moskiewskiego Komitetu SDPRR(b), w 1917 ukończył Moskiewski Instytut Komercyjny. W październiku 1917 sekretarz Zamoskworieckiego Komitetu Wojskowo-Rewolucyjnego, w latach 1919-1921 funkcjonariusz partyjny, od 1922 wykładowca w szkole partyjnej i w Instytucie Ekonomii Akademii Nauk ZSRR. W latach 1930–1936 sekretarz Akademii Komunistycznej przy Centralnym Komitecie Wykonawczym (CIK) ZSRR. W latach 1936–1946 kierownik sektora Instytutu Ekonomii Akademii Nauk ZSRR, od 28 stycznia 1939 członek korespondent Akademii Nauk ZSRR ds. Wydziału Nauk Społecznych (Ekonomia), w latach 1946-1953 dyrektor Instytutu Ekonomii Akademii Nauk ZSRR, jednocześnie między 1948 a 1954 redaktor naczelny pisma "Woprosy Ekonomiki" a także w latach 1949-1953 p.o. akademika-sekretarza Wydziału Nauk Ekonomicznych, Filozoficznych i Prawnych Akademii Nauk ZSRR. Od 14 października 1952 do 17 października 1961 zastępca członka KC KPZR, od 26 października 1953 do 29 czerwca 1962 wiceprezydent Akademii Nauk ZSRR, od 1957 członek rzeczywisty Czechosłowackiej Akademii Nauk. Autor ponad 300 prac naukowych. Odznaczony dwoma Orderami Lenina i dwoma innymi orderami, a także medalami. Pochowany na Cmentarzu Nowodziewiczym. Jego imieniem nazwano ulicę w Moskwie.

## Prace
- Политическая экономия. Учебник. — К. В. Островитянов, Д. Т. Шепилов, Л. А. Леонтьев, И. Д. Лаптев, И. И. Кузьминов, Л. М. Гатовский, П.Ф. Юдин, А.И. Пашков, В.И. Переслегин. — М.: Госполитиздат, 1954. — 454 с.

Przekłady na język polski
- Konstantin Ostrowitianow, Dmitrij Szepiłow, Pawieł Judin, Lew Leontjew, i in.: Ekonomia polityczna. Podręcznik (Tytuł oryginału: Političeskaâ èkonomiâ). Pod redakcją Konstantina Ostrowitianowa ; tł. Seweryn Żurawicki, Józef Zawadzki, Ryszard Gradowski, Regina Winiewska, Maksymilian Pohorille. Warszawa: Książka i Wiedza, 1955. 839, [1] strona ; 22 cm.